# Arianna Becheroni
Arianna Becheroni (Milano, 27 giugno 2004) è un'attrice italiana, nota per aver interpretato il ruolo da protagonista nella serie Bang Bang Baby su Prime Video.
Nel 2019 esordisce sul grande schermo con un ruolo all'interno della pellicola Mio fratello rincorre i dinosauri e poi in televisione nel cast principale della miniserie Oltre la soglia; due anni dopo ottiene il suo primo vero ruolo da protagonista in Bang Bang Baby. Successivamente è protagonista del thriller L'anima salva e della serie televisiva Never Too Late. 

## Filmografia parziale

### Cinema
- Mio fratello rincorre i dinosauri, regia di Stefano Cipani (2019)
- L'anima salva, regia di Federica Biondi (2024)

### Televisione
- Oltre la soglia, regia di Monica Vullo e Riccardo Mosca – miniserie TV, 6 puntate (2019)
- Bang Bang Baby – serie TV, 10 episodi (2022-in corso)
- Never Too Late – serie TV, 10 episodi (2024)